# Nésée
Dans la mythologie grecque, Nésée ou Nésaéa (en grec ancien Νησαίη / Nêsaíê) est une Néréide, fille de Nérée et de Doris, citée par Apollodore, Hésiode, Homère et Hygin  dans leurs listes de Néréides. Elle est une des douze Néréides à apparaître sur les quatre listes.

## Étymologie
Nésée, en grec ancien Νησαίη / Nêsaíê, vient du grec Nῆσοι qui signifie « îles ».

## Fonctions
Nésée, comme sa sœur Néso, est la Néréide des Îles.

## Famille
Ses parents sont le dieu marin primitif Nérée, surnommé le vieillard de la mer, et l'océanide Doris. Elle est l'une de leur multiples filles, les Néréides, généralement au nombre de cinquante, et a un unique frère, Néritès. Pontos (le Flot) et Gaïa (la Terre) sont ses grands-parents paternels, Océan et Téthys ses grands-parents maternels.

## Mythologie

### Mythologie et littérature grecque
Nésée est mentionnée comme l'une des 32 Néréides qui se rassemblent sur la côte de Troie, remontant des profondeurs de la mer pour pleurer avec Thétis la mort future de son fils Achille dans l'Iliade d'Homère.

### Mythologie et littérature romaine
Nésée fait aussi partie du cortège de Poséidon : 

« Glisse légèrement le char bleu foncé [de Poséidon] sur la surface de la mer: (...) Puis viennent ses serviteurs (...) À gauche se trouvent Thétis et Mélité et la jeune fille Panope, Nésée aussi, et Spéio, Thalie et Cymodocée.  »

Nésée est évoquée par Properce dans ses Élégies : 

« Si Glaucus avait vu tes yeux, tu serais devenue une sirène de la mer Ionienne, et les Néréides, envieuses, te feraient des reproches, la blonde Nésée et la céruléenne Cymothoé. »

## Évocation moderne

### Botanique
Son nom, Nésée est utilisé pour décrire un genre de plantes dans la famille des Lythraceae.